# موسى بن حمادي
الدكتور موسى بن حمادي، ولد يوم 04 يناير 1953 في رأس الوادي (برج بوعريريج)، هو دكتور، باحث ورجل سياسي جزائري متخصص في تكنولوجيات الاعلام والاتصال. شغل منصب أستاذ في الاعلام الالي بجامعة هواري بومدين. يعتبر أول من أدخل الانترنيت إلى الجزائر.

## سيرة
في سنة 1985 أسس المركز الوطني في الإعلام العلمي والتقني (CERIST)، والذي أصبح سنة 1993 أول مزود لخدمة الإنترنت بالجزائر. ترأس هذا المركز حتى سنة 2002 قبل انتخابه نائبا برلمانيا وممثلا عن ولاية برج بوعريريج في قائمة جبهة التحرير الوطني. تقلد بعدها سنة 2008 منصب الرئيس المدير العام للشركة الجزائرية للاتصالات (اتصالات الجزائر) ثم في سنة 2010 منصب وزير البريد وتكنولوجيات الاعلام والاتصال. وهو أيضا عضو في اللجنة الوطنية للتخطيط «الجزائر 2025» كما قاد اللجنة الوطنية للتعليم الافتراضي في الفترة من فبراير 2003 وحتى تعيينه في الحكومة.

## المتابعة القضائية
في 18 سبتمبر 2019، أودِع الوزير السابق الحبس الاحتياطي في سجن الحراش بالعاصمة، في انتظار محاكمته في قضية فساد.

## الوفاة
في 17 يوليو 2020، توفي موسى بن حمادي في السجن بعد إصابته بفيروس كورونا.